# Леснорядская улица
Лесноря́дская у́лица — улица в Красносельском районе Центрального административного округа города Москвы. Проходит от Русаковской улицы до Казанского и Рязанского направлений Московской железной дороги.

## Название
Название улицы возникло в XIX веке по близости к Лесному ряду, где шла торговля пиломатериалами.

## Описание
Леснорядская улица начинается от Русаковской улицы перпендикулярно ей и параллельно соседним Московско-Казанскому переулку и 2-й Леснорядской улице и проходит на юго-восток, пересекая Леснорядский переулок и заканчивается у железнодорожных линий Казанского и Рязанского направлений Московской железной дороги.

## Здания и сооружения
по нечётной стороне:
- Дом 9 — Общество охотников и рыболовов ВАО города Москвы;

по чётной стороне:
- Дом 6 — детский сад № 1838;
- Дом 10 — стройцентр «Сокольники»;
- Дом 14/16 — детский сад № 1838 (физкультурно-оздоровительный).